# Epidelaxia albocruciata
Epidelaxia albocruciata är en spindelart som beskrevs av Simon 1902. Epidelaxia albocruciata ingår i släktet Epidelaxia och familjen hoppspindlar. Inga underarter finns listade i Catalogue of Life.